# 有元史郎
有元 史郎（ありもと しろう、1896年（明治29年）6月25日 - 1938年（昭和13年）5月30日）は、日本の教育者、政治家。芝浦工業大学創設者。第4代岡山県津山市長（1937年）。広島県尾道市土堂町出身。本姓は菅原氏。諱は頼忠。

## 経歴
広島県尾道市土堂町出身。船具を扱う尾道の名家有元益太郎季久の四男として生まれるが、会社が廃業し3歳のとき、兄2人とともに叔母に引き取られる。14歳のとき、家出同然に兵庫県西宮市の叔父のもとへ向かう。奉公の後、独力で大阪天王寺の桃山中学校に編入、しかし腸チフスに感染し同校退学。一年間兵役に服した後、検定試験で中学を卒業。兄の援助を受け1919年、鹿児島の第七高等学校理科甲類入学。同校を経て1925年、東京帝国大学工学部機械工学科卒業。その後同大学経済学部へ学士入学し、以降、同大学院、法学部、日本大学の商科、文科へ入学と卒業を繰り返し、計5つの学士号を取得した。1927年、30歳の若さで東京府荏原郡大森（現・大田区）に芝浦工業大学の前身、東京高等工商学校を創設し校長に就任。建学の理念として「実用的な技術と知識を併せ持って技術立国を担う技術者、しかも高い倫理観と豊かな見識を備えた優れた技術者の育成」を掲げた。同年、東京府芝区（現・港区）に第二校舎（芝浦校舎）を開設。
1937年、岡山県津山市より市長就任の依頼を受け受諾。直前に日華事変が勃発し、当時の岡山県知事・伊藤武彦と共に出征軍人家族の救援資金集めに奔走するが、就任1ヵ月にして疑獄事件に巻き込まれ、僅か2ヵ月で辞任した。翌1938年、走行中の列車から転落し41歳で世を去った。墓所は池上本門寺。